# М-6 Жайвир
М-6 «Жайвир» (укр. М-6 «Жайвір») — украинский беспилотный летательный аппарат дистанционного управления, разработанный научно-производственным центром беспилотной авиации «Вираж» (НПЦБА «Вираж») Национального авиационного университета. Предназначен для биозащиты растений, картографии и аэрофотосъёмки, видеонаблюдения в реальном времени.
Длительность полёта составляет до 1 часа.
Комплекс в составе двух БЛА, наземной системы самолетовождения, катапультного устройства и бортовых специализированных устройств позволит проводить работы при нормальных погодных условиях и в ночное время. Предусмотрен ручной и автоматический режим управления БЛА. Во втором случае автоматически поддерживаются заданные параметры курса, крена, угла тангажа, скорости полета и контроль бортового оборудования.

## Конструкция
БПЛА М-6 «Жайвир» собран по традиционной компоновке со стреловидным крылом. Оперение V-образной схемы. Двигатель — поршневой двухтактный, тянущий, расположен в носовой части фюзеляжа.

## Технические характеристики
Источник данных: Официальный сайт Национально Авиационного Университета

Технические характеристики
- Экипаж: беспилотный
- Грузоподъёмность: 7 кг
- Длина: 1,55 м
- Размах крыла: 1,6 м
- Высота:
- Максимальная взлётная масса: 10 кг
- Масса топлива во внутренних баках: 1,5 кг
- Силовая установка: 1 × поршневой, двутактный

Лётные характеристики
- Максимальная скорость: 160 км/ч
- Практический потолок: 1000 м
- Длина разбега: катапультный старт или с руки